# Mark Polish
Mark J. Polish (* 30. říjen 1970, El Centro, USA) je americký scenárista, producent a herec.

## Počátky
Narodil se ve El Centru v USA. Jeho otec pocházel z Montany a měl rakouské předky. Matka je Mexičanka. Jeho dvojče Michael se taktéž věnuje psaním scénářů, režii i herectví a se svým bratrem často spolupracuje.

## Kariéra
Svůj první scénář napsal k filmu svého bratra s názvem Twin Falls Idaho. S bratrem pak spolupracoval i na dalších snímcích, ve kterých i často hrával menší i větší role. Patří k ním filmy jako Northfork, Astronaut nebo Tak se měj.

## Ocenění
Za film Twin Falls Idaho získal v roce 2002 ocenění na Independent Spirit Awards. Nominován byl také na Gotham Award.

## Osobní život
Jeho dcera Logan i neteř Jasper jsou herečky.

## Filmografie

### Filmy
- 1996 – Hellraiser: Pekelný jezdec
- 1999 – Twin Falls Idaho
- 2001 – Jackpot
- 2002 – Hodný zloděj
- 2003 – Northfork
- 2004 – Job 7:10, Most osudu
- 2006 – Astronaut
- 2008 – Al's Beef
- 2009 – The Smell of Success, Tak se měj
- 2011 – Jen pro zamilované